# P/2017 W2 Leonard
C/2017 W2 Leonard è una cometa periodica appartenente alla famiglia delle comete halleidi. La cometa è stata scoperta il 26 novembre 2017 .